# Timothy Griffin

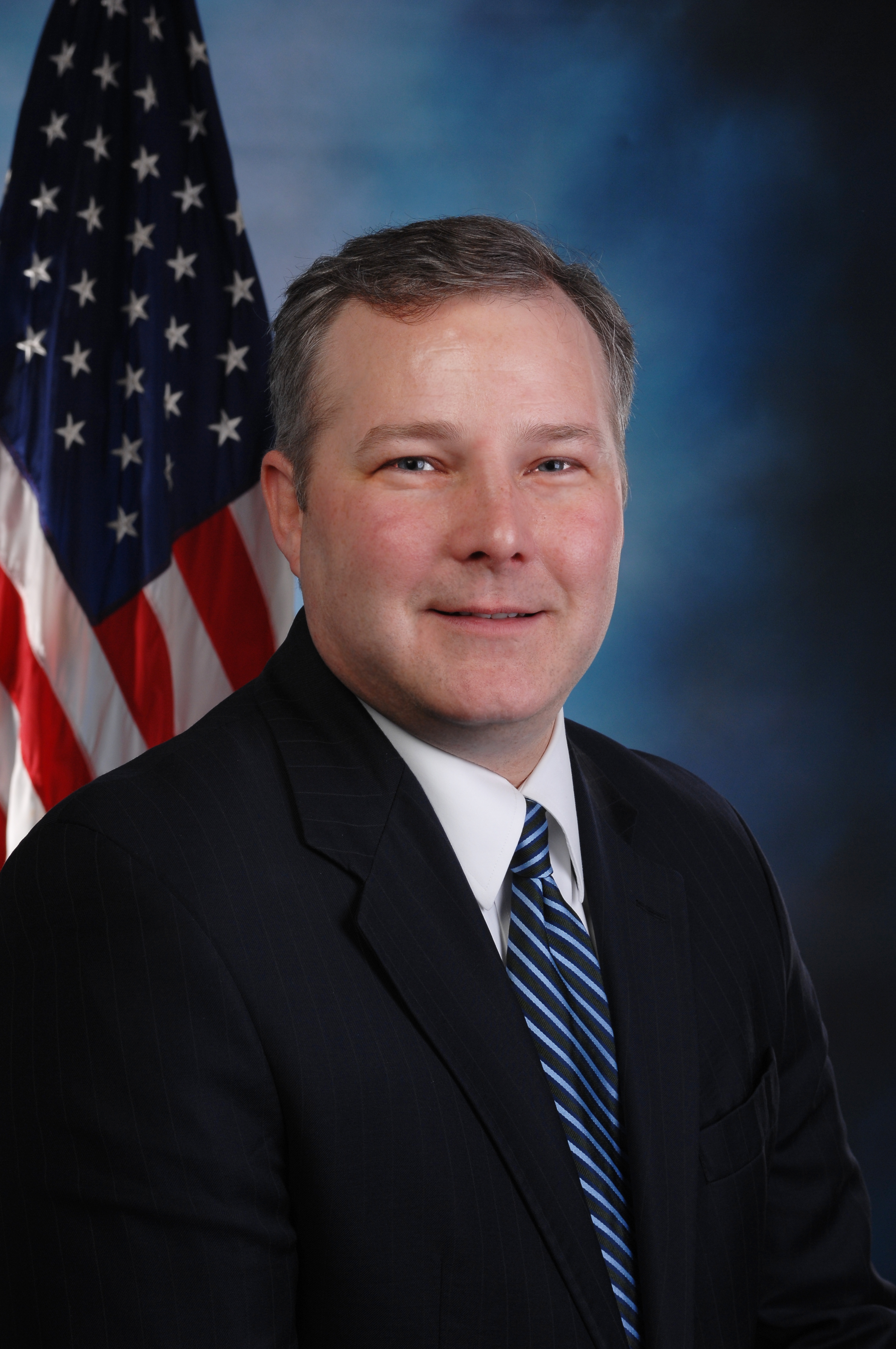
Timothy Griffin em 2011.

John Timothy Griffin (nascido em 21 agosto de 1968) é um político do Arkansas. Foi o representante do 2º Distrito Congressional do Arkansas de 3 de janeiro de 2011 a 3 de janeiro de 2015, quando passou a ser o vice-governador do Arkansas, vencendo a eleição de 2014 contra o democrata John Burkhalter. Ele é membro do Partido Republicano, anteriormente ele foi procurador do distrito leste do Arkansas.
Foi eleito para a Câmara dos Representantes dos Estados Unidos em 2010 com 57,9% dos votos, e venceu a eleição para vice-governador com 57,1% dos votos.